# Кабанов, Дмитрий Борисович
Дмитрий Борисович Кабанов (род. 13 февраля 1980) — российский самбист и дзюдоист, призёр чемпионата России по самбо, чемпион и призёр чемпионатов России по дзюдо, призёр чемпионата мира по дзюдо, мастер спорта России международного класса. Старший тренер Центра спорта и образования «Самбо-70» по самбо и дзюдо, тренер высшей категории. Женат на Екатерине Кабановой, у супругов есть сын (2016 г. р.).

## Спортивные результаты
- Чемпионат России по дзюдо 2001 года — ;
- Чемпионат России по дзюдо 2004 года — ;
- Чемпионат России по самбо 2004 года — ;
- Чемпионат России по дзюдо 2008 года — ;